# Eragrostis perennans
Eragrostis perennans là một loài thực vật có hoa trong họ Hòa thảo. Loài này được Keng mô tả khoa học đầu tiên năm 1935.